# Smilax auriculata

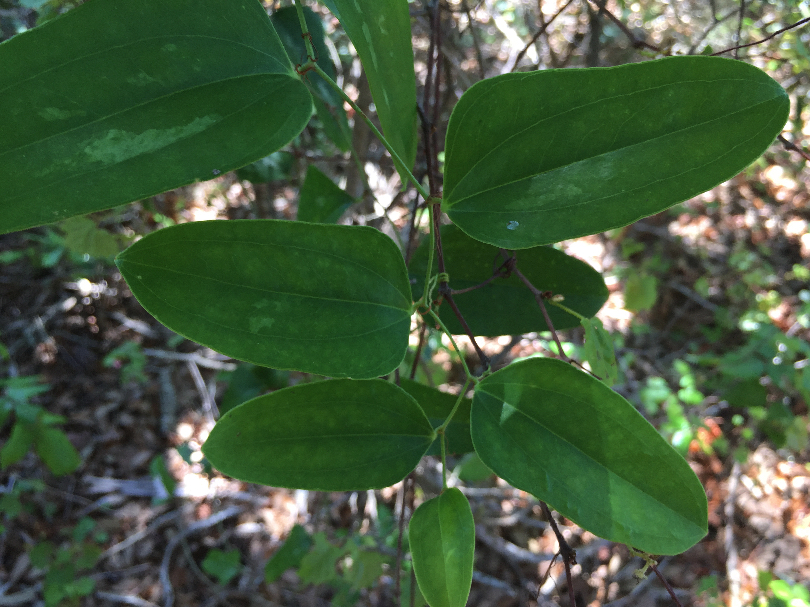

Smilax auriculata est une espèce de plante nord-américaine originaire des Bahamas, des Îles Turks Et Caicos, et du sud-est des États-Unis. Les noms communs incluent earleaf greenbrier et wild-bamboo, bien qu'il ne soit pas étroitement lié au bambou. Il est signalé en Floride, en Géorgie, en Caroline du Nord et du Sud, en Alabama, dans le Mississippi et en Louisiane,. Elle pousse sur les dunes de sable côtières et dans des endroits ensoleillés dans les bois sablonneux à des altitudes inférieures à 100 m (333 pieds),,.
Smilax auriculata est une plante grimpante vivace produisant des rhizomes souterrains et parfois des tubercules. Les plantes sont des plantes grimpantes avec des ramifications en zigzag  atteignant parfois une hauteur de 9 m (30 pieds). Les épines sur la tige sont aplaties et rigides, d'environ 4 mm (0,16 po) de long. Les feuilles sont sempervirentes, étroitement ovales, non cireuses, jusqu'à 8,5 cm (3,4 pouces) de long. Les fleurs sont de couleur verte,  portées en ombelles de 3 à 8 fleurs. Les baies sont d'un pourpre foncé, presque noir, d'environ 6 mm (0.24 pouces) de diamètre,,,,.